# Lijst van beelden in Breda
Dit is een (onvolledige) chronologische lijst van beelden in Breda. Onder een beeld wordt hier verstaan elk driedimensionaal kunstwerk in de openbare ruimte van de Nederlandse gemeente Breda, waarbij beeld wordt gebruikt als verzamelbegrip voor sculpturen, standbeelden, installaties, gedenktekens en overige beeldhouwwerken.
Voor een volledig overzicht van de beschikbare afbeeldingen zie: Beelden in Breda op Wikimedia Commons.

## Bavel
| Geplaatst | Omschrijving                                      | Kunstenaar                    | Straat                                                              | Plaats | Materiaal | Afbeelding |
| --------- | ------------------------------------------------- | ----------------------------- | ------------------------------------------------------------------- | ------ | --------- | ---------- |
| 1919      | Heilig Hartbeeld                                  | Atelier Hendrik van der Geld  | Kerkstraat / Kerkeind                                               | Bavel  |           |            |
| 1923      | Sint Franciscus                                   | Atelier Cuypers-Stoltzenberg? | Jack van Gilsplein 1 (zijde Kloosterstraat) (Dorpshuis 't Klooster) | Bavel  |           |            |
| 1952      | Pools Monument                                    | Gerard van Aalst              | Brigidastraat 1                                                     | Bavel  |           |            |
| 1987      | Echtpaar                                          | Wim Verhagen                  | Pastoor Doensstraat / Jack van Gilsplein                            | Bavel  | brons     |            |
| 1987      | Ouverture                                         | Jac Gijzen                    | t.o. Kapittelhof 2                                                  | Bavel  | ijzer     |            |
| 1999      | 700 jaar Bavel                                    | Ad Vingerhoeds                | Brigidahof 12                                                       | Bavel  |           |            |
| 2002      | D'n Eeuwige Baviaon                               | Renée Pegel-de Torbal         | Kloosterstraat / Kerkstraat                                         | Bavel  | brons     |            |
| 2006      | Sculptuur                                         | onbekend                      | Brigidahof                                                          | Bavel  |           |            |
| voor 2007 | Herinneringstegel Stichting Bevordering Wegenbouw | Gerrit Piek                   | Pastoor Doensstraat / Jack van Gilsplein                            | Bavel  |           |            |

## Breda
| Geplaatst    | Omschrijving                                                | Kunstenaar                                                | Straat                                                  | Plaats        | Materiaal                           | Afbeelding |
| ------------ | ----------------------------------------------------------- | --------------------------------------------------------- | ------------------------------------------------------- | ------------- | ----------------------------------- | ---------- |
| 1837?        | De Godsdienst                                               | onbekend                                                  | St. Jansstraat (gevel Sint-Antoniuskathedraal)          | Breda         |                                     |            |
| 1837         | Heilige Catharina                                           | van Hool (kunst)                                          | Begijnhof, buitenpoort                                  | Breda         |                                     |            |
| 1897         | Borstbeeld van Generaal P. van Ham                          | Anton Wirtz                                               | Ginnekenstraat 134                                      | Breda         | brons                               |            |
| 1899         | Plaquette Hendrik Gerard Seelig                             |                                                           | Seeligsingel 1                                          | Breda         | kalksteen                           |            |
| 1898/1909    | Wilhelminafontein                                           | Abraham Frans Gips                                        | Sophiastraat,                                           | Breda         |                                     |            |
| 1905         | Baroniemonument                                             | Pierre Cuypers                                            | Sophiastraat, Park Valkenberg                           | Breda         |                                     |            |
| 1910         | De laatsten der Argonauten                                  | Lukas van der Meer                                        | Catharinastraat 26, tuin                                | Breda         |                                     |            |
| 1921         | Willem III van Oranje-Nassau                                | Toon Dupuis                                               | Kasteelplein                                            | Breda         | brons                               |            |
| 1926/2004    | Turfschipper Adriaan van Bergen                             | Gra Rueb                                                  | Stadserf                                                | Breda         |                                     |            |
| 1927         | Gedenkbank                                                  | Jaap Kaas en Johan Wilhelm Hanrath                        | Stadserf                                                | Breda         | euville                             |            |
| 1934         | Barbara (of Stedemaagd)                                     | Gerard van Aalst                                          | Speelhuislaan, aan de watertoren                        | Breda Belcrum | Zweeds graniet                      |            |
| 1934         | Stedemaagd (Engel)                                          | Gerard van Aalst                                          | Speelhuislaan, aan de watertoren                        | Breda Belcrum |                                     |            |
| ca. 1937-'38 | Sculptuur boven de voordeur                                 | Van de Velden                                             | Wilhelminapark 1                                        | Breda         | natuursteen                         |            |
| 1948         | Plaquette in het station Breda                              |                                                           | Stationsplein 16                                        | Breda         |                                     |            |
| 1949         | Pools monument                                              | Bon Ingen-Housz                                           | Poolseweg, Wilhelminapark                               | Breda         | brons (vogel) en natuursteen (zuil) |            |
| 1952         | Bloemenmeisje                                               | Hein Koreman                                              | Balfortstraat/ Irenestraat (plantsoen)                  | Breda         | zandsteen                           |            |
| 1952         | Judith met het hoofd van Holofernes (Pools oorlogsmonument) | Niel Steenbergen                                          | Grote Markt                                             | Breda         | natuursteen                         |            |
| 1952         | Willem van Sonsbeeck                                        | onbekend                                                  | Van Sonsbeeckpark                                       | Breda         | brons                               |            |
| 1952         | Heilig Hartbeeld                                            | onbekend                                                  | Pastoor Pottersplein                                    | Breda Belcrum | natuursteen                         |            |
| 1952         | Levensboom                                                  | Fons Neijens                                              | Dr. Struyckenplein                                      | Breda         |                                     |            |
| 1952         | Oorlogsmonument Belcrum                                     | onbekend                                                  | Pastoor Pottersplein                                    | Breda         |                                     |            |
| 1953         | Baadster in de vijver                                       | S. Perquin-Brons                                          | Dr. Struyckenplein                                      | Breda         | beton                               |            |
| 1954         | De Trek of De Vlucht (oorlogsmonument)                      | Hein Koreman                                              | Park Valkenberg                                         | Breda         | brons                               |            |
| 1954         | Vrouwe van Stavoren                                         | Pier Arjen de Groot                                       | Oude Vest 4, PTT gebouw                                 | Breda         | brons                               |            |
| 1954         | Zonnelied                                                   | Henri van Haaren                                          | Galderseweg, De Klokkenberg                             | Breda         | natuursteen                         |            |
| 1955         | De Meeuw                                                    | Kees Keijzer                                              | Baliëndijk 78                                           | Breda         |                                     |            |
| 1955         | Emu                                                         | Hein Koreman                                              | Wolfslaardreef 100-102                                  | Breda         |                                     |            |
| 1957         | zonder titel (gevelstenen Nillmij)                          | Mans Meijer                                               | St. Ignatiusstraat, Boeimeerlaan                        | Breda         | keramiek                            |            |
| 1957         | Bokje                                                       | Hein Koreman                                              | Catharinastraat 26, tuin                                | Breda         |                                     |            |
| 1959         | Haan                                                        | Hank Hans                                                 | Paul Krugerlaan 2, school                               | Breda         |                                     |            |
| 1962         | Dans                                                        | Hein Koreman                                              | Mendelssohnlaan 1                                       | Breda         |                                     |            |
| 1963         | Acrobati                                                    | Remo Rossi                                                | Haagdijk 246                                            | Breda         |                                     |            |
| 1964         | Troubadour                                                  | Annemieke Post                                            | Havermarkt                                              | Breda         | brons                               |            |
| 1964         | Ree                                                         | Hein Koreman                                              | Boeimeerweg 2 (verz. Thehuis)                           | Breda         |                                     |            |
| 1965         | Daedalus en Icarus                                          | Carel Kneulman                                            | Mgr. Leijtenstraat 2                                    | Breda         |                                     |            |
| 1966         | Meisje met gieter                                           | Gerard Héman                                              | Belgiëplein 4                                           | Breda         |                                     |            |
| 1967         | Toernooivechter                                             | Eric Claus                                                | Topaasstraat                                            | Breda         |                                     |            |
| 1967         | Maria op de maansikkel                                      | Lou Manche                                                | Begijnhof Catharinastraat                               | Breda         |                                     |            |
| 1968         | Groei                                                       | Henri Ubink                                               | Groot Ypelaardreef                                      | Breda         |                                     |            |
| 1969         | Balspelers                                                  | Pieter de Monchy                                          | Valkeniersplein                                         | Breda         | brons                               |            |
| 1970         | Drie bloemen                                                | Charles Lous                                              | Biesdonkweg/ Tongerenstraat                             | Breda         |                                     |            |
| 1970         | Zuil                                                        | André Volten                                              | Terheijdenseweg/ Regenbeemd                             | Breda         |                                     |            |
| 1970         | Zonder titel of 'stainless steel'                           | Wessel Couzijn                                            | Catharinastraat 26, tuin                                | Breda         |                                     |            |
| 1971         | Begijnen                                                    | Hans Bayens                                               | Begijnhof                                               | Breda         | brons                               |            |
| 1971         | Scharenproject                                              | Theo Besemer                                              | Bijster/Topaasstraat                                    | Breda         |                                     |            |
| 1971         | Kringloop                                                   | Hein Koreman                                              | Gasthuisvelden / Arsenaalpad                            | Breda         |                                     |            |
| 1971         | Paard                                                       | Dick Fluitsma                                             | Liesboslaan 6, verpleeghuis                             | Breda         |                                     |            |
| 1972         | Schaatser                                                   | Piet Esser                                                | Doornboslaan /Nieuwe Kadijk                             | Breda         | brons                               |            |
| 1972         | Tobias en de engel                                          | Mari Andriessen                                           | Catharinastraat, Park Valkenberg                        | Breda         | brons                               |            |
| 1972         | Evolutie                                                    | Niels Lous                                                | Graaf Hendrik III laan                                  | Breda         |                                     |            |
| 1972         | Bokkesprongen                                               | Omer Gielliet                                             | Liesboslaan 6 (verpleeghuis Lucia, Princenhage)         | Breda         | hout                                |            |
| 1974         | Schrijvertje                                                | Hein Koreman                                              | Halstraat                                               | Breda         | brons                               |            |
| 1974         | Hangbuikzwijn                                               | Julia van Verschuer                                       | Veemarktstraat                                          | Breda         | brons                               |            |
| 1975         | Meester Muller, een bijzonder heer                          | Cees Vet                                                  | Merkxtuin                                               | Breda         | brons                               |            |
| 1976         | Paard en Ruiter                                             | Arthur Spronken                                           | Doornboslaan, winkelcentrum                             | Breda         |                                     |            |
| 1976         | Kiem                                                        | Niels Lous                                                | Cl.Prinsenlaan/Hertog Hendrikl                          | Breda         |                                     |            |
| 1978         | Spiraal                                                     | N. Rolsma                                                 | Sibeliuslaan 13, NHTV                                   | Breda         |                                     |            |
| 1979         | Stoel met gevouwen leuning                                  | Dick Fluitsma                                             | Catharinastraat 26, tuin                                | Breda         |                                     |            |
| 1979         | Movimento III                                               | Melanie de Vroom                                          | Catharinastraat 26, tuin                                | Breda         |                                     |            |
| 1979         | Paard en ruiter                                             | Kees Vet                                                  | Catharinastraat 26, tuin                                | Breda         |                                     |            |
| 1980         | De kus                                                      | Lou Manche                                                | Begijnhof Catharinastraat                               | Breda         |                                     |            |
| 1980         | Sint-Catharina                                              | Niel Steenbergen                                          | Poortgebouw Begijnhof                                   | Breda         | brons                               |            |
| 1981         | Rustende figuur                                             | Evángelos Cotrótsos                                       | Catharinastraat 26, tuin                                | Breda         |                                     |            |
| 1982         | Contratto sociale                                           | Luciano Fabro                                             | Claudius Prinsenlaan 10, gevel                          | Breda         |                                     |            |
| 1983         | Wilhelmina van Oranje-Nassau                                | Peter Roovers                                             | KMA tussen kasteel en huis                              | Breda         |                                     |            |
| 1984         | Moby-Dick                                                   | Piet van den Broek                                        | Koningin Emmalaan t.o. 31                               | Breda         |                                     |            |
| 1985         | Moeder en kind of Preventie                                 | Niek van Leest                                            | Schorsmolenstraat                                       | Breda         | brons                               |            |
| 1985         | Posthoornblazers                                            | Steef Roothaan                                            | Willemstraat                                            | Breda         |                                     |            |
| 1985/2024    | Omloop                                                      | Niels Lous                                                | Boeimeerpark                                            | Breda         |                                     |            |
| 1986         | Het offer van Isaac                                         | Menashe Kadishman                                         | Vlaszak                                                 | Breda         | Cortenstaal                         |            |
| 1986         | Zig zag of Vice Versa                                       | Niels Lous                                                | Catharinastraat 26, tuin                                | Breda         |                                     |            |
| 1988         | Liefdespaar                                                 | Frank Letterie                                            | Boschstraat                                             | Breda         |                                     |            |
| 1988         | De Driehoek                                                 | Cyril Lixenberg                                           | Mgr. de Vethstraat 2                                    | Breda         |                                     |            |
| 1988         | Christoffel                                                 | Geert van Kamp                                            | Rijnesteinstraat 1, school                              | Breda         |                                     |            |
| 1988         | Aardboom                                                    | Nic Visser                                                | Wolfslaardreef                                          | Breda         |                                     |            |
| 1988         | Watersteen                                                  | Gerard Höweler                                            | Dr. Struyckenstraat 165                                 | Breda         |                                     |            |
| 1988         | Zonder titel                                                | Jelis van Dolderen                                        | Kraanvogel 92                                           | Breda         |                                     |            |
| 1988         | Rondosotho I                                                | Michael Somers                                            | Boeimeerpark                                            | Breda         |                                     |            |
| 1990         | Liefdeszuster van St. Vincent de St. Paul de Chartres       | Jos van Riemsdijk                                         | Academiesingel / Willemstraat                           | Breda         | brons                               |            |
| 1990         | onbekend                                                    | Aimé Tollenaer                                            | Boeimeerweg (verz. tehuis Ruitersbos)                   | Breda         | brons                               |            |
| 1990         | Oerboom                                                     | Henk Combé                                                | Catharinastraat 26, tuin                                | Breda         |                                     |            |
| 1991         | Sinte Juttemis                                              | Ontwerp: Nico van der Burgt Vervaardiging: Aimé Tollenaer | Ridderstraat                                            | Breda         | brons                               |            |
| 1991         | De Werker                                                   | Kees Buckens                                              | Boeimeerlaan                                            | Breda         |                                     |            |
| 1991         | Nil (2 feestvarkens)                                        | Dré Karthaus                                              | Haagweg 438/ Posthoornstraat                            | Breda         |                                     |            |
| 1992         | Lighthouse, vuurtoren als folly                             | Aldo Rossi                                                | Academiesingel, in water bij Park Valkenberg            | Breda         | staal                               |            |
| 1992         | De vereniging                                               | Mathew Filipowski                                         | Boeimeerpark                                            | Breda         |                                     |            |
| 1992         | De witte fiets                                              | Piet Hohmann                                              | Liniestraat                                             | Breda         |                                     |            |
| 1993         | wandsculptuur (zonder titel)                                | Franka Wolke                                              | Odilia van Salmstraat 25                                | Breda         |                                     |            |
| 1994         | Dwight D. Eisenhower                                        | Siemen Bolhuis                                            | KMA, Paradeplaats                                       | Breda         |                                     |            |
| 1994         | Walger                                                      | Karel Goudsblom                                           | Kloosterlaan                                            | Breda         | brons                               |            |
| 1995         | Hercules (replica)                                          | onbekend                                                  | Park Valkenberg                                         | Breda         | Italiaans marmer                    |            |
| 1995         | De gespleten man                                            | Theo Schreurs                                             | Claudius Prinsenlaan 10                                 | Breda         |                                     |            |
| 1997         | De Barones                                                  | Carla Rutgers                                             | Lange Brugstraat, De Barones                            | Breda         |                                     |            |
| 1997         | Eerwaarde                                                   | Carla Rutgers                                             | Lange Brugstraat, De Barones                            | Breda         |                                     |            |
| 1997         | Gardenuit                                                   | Hewald Jongenelis & Sylvie Zijlmans                       | Meidoornstraat                                          | Breda         |                                     |            |
| 1998         | Plantman                                                    | Huub en Adelheid Kortekaas                                | Chassépark                                              | Breda         |                                     |            |
| 1999         | Bokje                                                       | Hein Koreman                                              | Ingang van de Torenpassage in 't Sas                    | Breda         | brons                               |            |
| 1999         | Eland                                                       | Tom Claassen                                              | Thorbeckeplein                                          | Breda, Heuvel |                                     |            |
| 2000         | Vrijheid                                                    | Peer Eltink                                               | Rat Verleghstraat 116                                   | Breda         |                                     |            |
| 2002         | Paard en ruiter                                             | Kees Vet                                                  | Van Koolwijkpark                                        | Breda         |                                     |            |
| 2003         | Sint Ivo Hélory                                             | onbekend                                                  | Veemarktstraat bij 42                                   | Breda         | brons                               |            |
| 2003         | Koning Willem I                                             | Jeroen Henneman                                           | KMA, Paradeplaats                                       | Breda         |                                     |            |
| 2004         | Big Funnelman                                               | Atelier Van Lieshout                                      | A27 ter hoogte van Kemelstede                           | Breda         | polyester                           |            |
| 2004         | Box                                                         | Jeroen Henneman                                           | Lunetstraat                                             | Breda         |                                     |            |
| 2004         | Klein Huis Orkest                                           | John Rijnen                                               | Kloosterplein 20                                        | Breda         | Cortenstaal                         |            |
| 2005         | Vaas                                                        | Jerome Symons                                             | Veemarktstraat 46                                       | Breda         |                                     |            |
| 2006         | 'Indië-monument'                                            | Wim Verhagen                                              | Bernard de Wildestraat                                  | Breda         | brons                               |            |
| 2006         | Kalypso                                                     | Iris Bouwmeester                                          | Van Coothplein                                          | Breda         | brons                               |            |
| 2006         | Mencia de Mendoza                                           | Ram Katzir                                                | Mendelssohnlaan 1                                       | Breda         |                                     |            |
| 2008         | Bliksemschicht (uitkijktoren)                               | Martien Kuipers                                           | langs de A16 en de HSL ter hoogte van Prinsenbeek.      | Breda         | staal                               |            |
|              | Mencia relief                                               | Niel Steenbergen                                          | Mendelssohnlaan 1                                       | Breda         |                                     |            |
| 2008         | Havenbeeld                                                  | Iris Bouwmeester                                          | Gedempte Haven                                          | Breda         | brons                               |            |
| 2008         | Papierprikker                                               | Marius Boender                                            | Belcrumhaven                                            | Breda         |                                     |            |
| 2008         | Nachtbruid                                                  | Marius van Beek                                           | Markendaalseweg 64 bij Waterst                          | Breda         |                                     |            |
| 2009         | Johanna van Polanen                                         | Netty Werkman                                             | Begijnhof Catharinastraat                               | Breda         |                                     |            |
| 2009         | Onbegrensd                                                  | Wijnand Zijlmans                                          | Rat Verleghstraat 116                                   | Breda         |                                     |            |
| 2012         | Dizzy, of Sterrenkijker                                     | Rogier Ruys                                               | Rat Verleghstraat 116                                   | Breda         |                                     |            |
| 2016         | De Koninginnen                                              | Tom Claassen                                              | Wilhelminastraat                                        | Breda         |                                     |            |
| 2016         | Speelhuisvrouw                                              | Sylvia Thijssen                                           | Edisonstraat/ Nieuwe Kadijk                             | Breda         |                                     |            |
| 2017         | Wind sculpture VI                                           | Yinka Shonibare                                           | De Barones                                              | Breda         |                                     |            |
| 2017         | 4 beelden Haagpoortbrug                                     | Theo van Reijn                                            | Haagweg                                                 | Breda         |                                     |            |
| 2018         | La source                                                   | Pascale Marthine Tayou                                    | Stationslaan 10                                         | Breda         |                                     |            |
| 2019         | Kosmische eenheid                                           | Abderrahim Chawki                                         | Boeimeerpark                                            | Breda         |                                     |            |
| 2020         | De catechist                                                | JeanMarianne Bremers                                      | Begijnhof Catharinastraat                               | Breda         |                                     |            |
| 2021         | Alles voor Allen                                            | Joep Struyk                                               | Tuizigtlaan 11 (begraafplaats Zuylen)                   | Breda         | brons                               |            |
| 2022         | Vrije val                                                   | Theo Besemer                                              | Boeimeerpark                                            | Breda         |                                     |            |
| 2024         | Dirk Dobber                                                 | Bobbi Cleij                                               | Boeimeerpark                                            | Breda         |                                     |            |
|              | De stoel                                                    | Klaas Gubbels                                             | Paul Windhausenweg                                      | Breda         |                                     |            |
|              | Twee kleine struisvogels                                    | Greet Grottendieck                                        | Haagweg 392                                             | Breda         | brons                               |            |
|              | Kolgans                                                     | Henk Groenhuis                                            | Laagbos / Spank                                         | Breda         |                                     |            |
|              | Totempaal                                                   | Ton Schouten                                              | Emerparklaan thv Hondsdonk                              | Breda         |                                     |            |
|              | Hemels hoog                                                 | Rogier Ruys                                               | Tuinzigtlaan 11, begraafplaats                          | Breda         |                                     |            |
|              | Leraar en leerlingen, gevelbeeld                            | Hein Koreman?                                             | Jacob Catssingel 10 (school)                            | Breda         |                                     |            |
|              | Moeder met kind                                             |                                                           | Haagweg 248                                             | Breda         | natuursteen                         |            |
|              | Kind                                                        | Ine Bollen-Stolwijk                                       | Eerste Markstraat 18                                    | Breda         |                                     |            |
|              | Borstbeeldje Catharinastraat                                |                                                           | Catharinastraat 12                                      | Breda         |                                     |            |
|              | Spelende kinderen (relief)                                  |                                                           | Mozartlaan 35                                           | Breda         |                                     |            |
|              | Giraf                                                       |                                                           | Brusselstraat                                           | Breda         |                                     |            |
| onbekend     | Griffioen                                                   | Hans van Bentem                                           | Kloosterlaan 174                                        | Breda         |                                     |            |
|              | Heksenbol                                                   |                                                           | Begijnhof Catharinastraat                               | Breda         |                                     |            |
|              | 2 spelende kinderen                                         | onbekend                                                  | Hambroeklaan 1                                          | Breda         |                                     |            |
|              | Zonder titel                                                | Merijn Bolink                                             | Blok 175, Haagse Beemden                                | Breda         |                                     |            |
|              | Carnaval plaquettes, Kielegat, ca. 20 stuks                 | Aimé Tollenaer                                            | Ridderstraat (Binnenstad)                               | Breda         |                                     |            |
|              | Begijn met rozenkrans                                       | Aimé Tollenaer                                            | Tuizigtlaan 11 (begraafplaats Zuylen)                   | Breda         | brons                               |            |
|              | bakstenen reliëf                                            | Gerrit de Morée                                           | Van Riebeecklaan 2 (Tessenderlandt school)              | Breda         | baksteen                            |            |
|              | reliëf-mozaïek                                              | Gerrit de Morée                                           | Van Riebeecklaan 2 (binnen in de Tessenderlandt school) | Breda         | baksteen                            |            |
|              | onbekend                                                    | onbekend                                                  | Julie Claeysstraat                                      | Breda         |                                     |            |
|              | Vogels                                                      | onbekend                                                  | Weerijssingel 1                                         | Breda         | steen                               |            |
|              | Zwaan                                                       | onbekend                                                  | Moskesloop bij de Kesterenlaan                          | Breda         |                                     |            |
|              | onbekend                                                    | onbekend                                                  | Begijnhof Catharinastraat                               | Breda         |                                     |            |
|              | 2 schelp vormige sculpturen                                 | onbekend                                                  | Concordiaplein                                          | Breda         |                                     |            |
|              | beeld van man en vrouw                                      | onbekend                                                  | Muiderslotstraat 150                                    | Breda         |                                     |            |
|              | Arend                                                       | onbekend                                                  | Eindstraat 24                                           | Breda         |                                     |            |
|              | onbekend                                                    | onbekend                                                  | Sophiastraat 42                                         | Breda         |                                     |            |
|              | Gevelbeeld Edisonstraat                                     | onbekend                                                  | Edisonstraat /Archimedesstraat                          | Breda         |                                     |            |
|              | onbekend Riethil                                            | onbekend                                                  | Riethil/ Oude Baan                                      | Breda         |                                     |            |
|              | onbekend Hopmansstraat                                      | onbekend                                                  | Mgr Hopmansstraat                                       | Breda         |                                     |            |
|              | onbekend Keizerstraat                                       | onbekend                                                  | Keizerstraat 101                                        | Breda         |                                     |            |
|              | onbekend Koolwijkpark                                       | onbekend                                                  | Koolwijkpark                                            | Breda         |                                     |            |
|              | onbekend Speelhuislaan                                      | onbekend                                                  | Speelhuislaan                                           | Breda         |                                     |            |
|              | HEA balk in Z-vorm                                          | onbekend                                                  | Veldsteen/Backer en Ruebweg                             | Breda         |                                     |            |
|              | beeld van man                                               | onbekend                                                  | Heilaar-Noordweg 1 /Baanzicht                           | Breda         |                                     |            |
|              | Vier Heemskinderen                                          | onbekend                                                  | Haagdijk 20                                             | Breda         |                                     |            |

## Effen
| Geplaatst | Omschrijving | Kunstenaar      | Straat                        | Plaats | Materiaal | Afbeelding |
| --------- | ------------ | --------------- | ----------------------------- | ------ | --------- | ---------- |
| 1935      | Moeder Gods  | Albert Meertens | Effenseweg 3 (Moeder Godskerk | Effen  |           |            |

## Ginneken
| Geplaatst | Omschrijving     | Kunstenaar     | Straat                              | Plaats   | Materiaal              | Afbeelding |
| --------- | ---------------- | -------------- | ----------------------------------- | -------- | ---------------------- | ---------- |
| 1926      | Heilig Hartbeeld | August Falise  | Ginnekenweg                         | Ginneken | brons                  |            |
| 1978      | Varkentje        | Henk Groenhuis | Ginnekenweg                         | Ginneken | brons                  |            |
| 1989      | De Knoop         |                | Bocht Viandenlaan en Raadhuisstraat | Ginneken | staal op stenen sokkel |            |

## Prinsenbeek
| Geplaatst | Omschrijving                                   | Kunstenaar                        | Straat                                       | Plaats            | Materiaal   | Afbeelding |
| --------- | ---------------------------------------------- | --------------------------------- | -------------------------------------------- | ----------------- | ----------- | ---------- |
| 1922?     | Heilig Hartbeeld                               | Hendrik van der Geld              | Valdijk / Schoolstraat                       | Prinsenbeek       |             |            |
| 1932      | Heilig Hartbeeld                               | Hendrik van der Geld              | Kapelstraat 44                               | Prinsenbeek       |             |            |
| onbekend  | Kinderen met blokken (gevelornament)           | onbekend                          | Schoolstraat 2c (Hagedonk)                   | Prinsenbeek       | keramiek    |            |
| 1971      | Griffioen (tegeltableau)                       | Onbekende maker en Moritz Ebinger | Schoolstraat 45 (Rkbs De Griffioen)          | Prinsenbeek       | steen       |            |
| 1972      | Growing old                                    | Henk Groenhuis                    | Schoolstraat (Wooncentrum Hagedonk)          | Prinsenbeek       |             |            |
| 1972      | Hage Donk Logo                                 | Henk Groenhuis                    | Schoolstraat (Wooncentrum Hagedonk)          | Prinsenbeek       | natuursteen |            |
| 1976      | Verbroedering                                  | Gerard Verpaalen                  | Markt 5                                      | Prinsenbeek       | steen       |            |
| 1978      | Ontknoping                                     | Gerard Verpaalen                  | Markt 5A1                                    | Prinsenbeek       | staal       |            |
| 1997      | De Boemeltrein of 't Boemeltje                 | Aimé Tollenaer                    | Markt                                        | Prinsenbeek       |             |            |
| 2010      | Kunstwerk BAK 44, De Polonaise                 | Jan Tankink                       | Heisprong 15 (De Drie Linden)                | Prinsenbeek       | cortenstaal |            |
| 2013      | Giraffe (gevelsculptuur)                       | Iris Le Rütte                     | Straatweide 30 (Schoolgebouw De Knipoog)     | Prinsenbeek       |             |            |
| onbekend  | Verstrengeld in leven en dood                  | Adje Langen-de Jong               | Markt 5 (Begraafplaats Prinsenbeek)          | Prinsenbeek       |             |            |
| onbekend  | Het Monster Geldzucht                          | Harry Seweuster                   | Brielsedreef 39a, (Stichting Museum De Rijf) | Prinsenbeek       |             |            |
| onbekend  | sculptuur                                      | onbekend                          | Paantjensstraat/ Loopstraat                  | Prinsenbeek       | natuursten  |            |
| onbekend  | sculptuur paard                                | bewoner van het huis              | Overveldsestraat 19                          | Prinsenbeek       | hoefijzers  |            |
| onbekend  | sculptuur van 2 personen                       | onbekend                          | Nieuwe Dreef 4 Liesbosch                     | Prinsenbeek       |             |            |
| onbekend  | ring op sokkel                                 | onbekend                          | Peperbos                                     | Prinsenbeek       | RVS         |            |
| onbekend  | Tegeltableau Spelende kinderen (gevelornament) | onbekend                          | Vijverstraat 3                               | Prinsenbeek       |             |            |
|           | Het Varkentje                                  | onbekend                          | Markt 10                                     | Breda Prinsenbeek |             |            |

## Teteringen
| Geplaatst | Omschrijving           | Kunstenaar                      | Straat                                   | Plaats     | Materiaal | Afbeelding |
| --------- | ---------------------- | ------------------------------- | ---------------------------------------- | ---------- | --------- | ---------- |
| 1926±     | Heilig Hartbeeld       | Atelier van Bokhoven en Jonkers | Hoolstraat (St. Willibrorduskerk)        | Teteringen |           |            |
| 1930      | Heilig Hartbeeld       | onbekend                        | Oosterhoutseweg 114 (Zuiderhout, in bos) | Teteringen |           |            |
| onbekend  | Maria met kind         | onbekend                        | Oosterhoutseweg 114 (Zuiderhout, in bos) | Teteringen |           |            |
| 1995      | Vechtende hanen        | Antoinette Briët                | Hoge Stee, plein, Teteringen             | Teteringen |           |            |
| 1995      | De Teteringse kijkzuil | Ton Buijnsters                  | Willem Alexanderplein                    | Teteringen |           |            |
| 1990      | de Teteringse boerin   | Niek van Leest                  | plantsoen Hoeveneind                     | Teteringen |           |            |

## Ulvenhout
| Geplaatst | Omschrijving                                | Kunstenaar   | Straat                                               | Plaats    | Materiaal | Afbeelding |
| --------- | ------------------------------------------- | ------------ | ---------------------------------------------------- | --------- | --------- | ---------- |
| 1961      | Anna te Drieën                              | Jan Vaes     | De Roskam 50, (kbs De Rosmolen, zijde Het Hofflandt) | Ulvenhout |           |            |
| 1904      | Sint Laurentius                             | onbekend     | Dorpstraat 42 (St. Laurentiuskerk)                   | Ulvenhout |           |            |
| 1969      | Judoënde kinderen (twee stoeiende kinderen) | Charles Lous | De Roskam 50, zijde Pennendijk, (kbs De Rosmolen)    | Ulvenhout |           |            |
| 1970      | Drie Vlinders                               | Charles Lous | Withof                                               | Ulvenhout |           |            |
| 1996      | Laatste Masker                              | onbekend     | Dorpsstraat 94                                       | Ulvenhout |           |            |
| 1999      | D'n Bosuil                                  |              | Withof                                               | Ulvenhout |           |            |
| onbekend  | Mozaïek Vliegers                            | onbekend     | De Roskam 50, zijde Pennendijk (kbs De Rosmolen)     | Ulvenhout |           |            |
| onbekend  | Leeuw                                       | onbekend     | Dorpsstraat                                          | Ulvenhout |           |            |